# نظام الاستدلال الموزع متعدد الوكلاء
في مجال الذكاء الاصطناعي، يعتبر نظام الاستدلال الموزع متعدد الوكلاء (dMARS) بمثابة منصة خاصة ل وكلاء البرمجيات الأذكياء الذي طُوِّر في المعهد الأسترالي للذكاء الاصطناعي والذي يستخدم نموذج برمجيات الاعتقاد-الرغبة-النية (BDI). وتصميم نظام الاستدلال الموزع متعدد الوكلاء هو امتداد للبنية المعرفية لوكيل الذكاء الذي طُوِّر في معهد ستانفورد للأبحاث والذي يُسمى نظام الاستدلال الإجرائي (PRS). وأحدث تجسيد لهذا الإطار هو منصة وكلاء جاك للذكاء (JACK Intelligent Agents).

## نظرة عامة
نظام الاستدلال الموزع متعدد الوكلاء هو بيئة تطوير وتنفيذ موجهة للوكلاء تُصَاغُ في سي++ لإنشاء الأنظمة المعقدة والموزعة والمهمة في توقيتها.

## وصلات خارجية
- dMARS Product Brief on the AAII website via the Internet Archive